# Liste von Brunnen in Magdeburg
In dieser Liste von Brunnen in Magdeburg sind Brunnen in Magdeburg, der Hauptstadt des Landes Sachsen-Anhalt, aufgeführt. Die Liste erhebt keinen Anspruch auf Vollständigkeit.
| Bezeichnung                                                      | Bild           | Standort                                                                       | Künstler                                | Errichtung Einweihung                                   | Weitere Informationen                                                                                   |
| ---------------------------------------------------------------- | -------------- | ------------------------------------------------------------------------------ | --------------------------------------- | ------------------------------------------------------- | --- |
| Eisenbarthbrunnen                                                | weitere Bilder | Altstadt (Lage)                                                                | Fritz von Graevenitz                    | 1939                                                    | |
| Eulenspiegelbrunnen (Magdeburg)                                  | weitere Bilder | Altstadt, auf der Westseite des Alten Marktes (Lage)                           | Heinrich Apel                           | 1970                                                    | Der Brunnen soll an die in Magdeburg spielende Episode der Eulenspiegelsage erinnern.                   |
| Faunbrunnen (Magdeburg) (auch Faunenbrunnen oder Teufelsbrunnen) | weitere Bilder | Altstadt, in der Leiterstraße (Lage)                                           | Heinrich Apel                           | 1986                                                    | |
| Hasselbach-Brunnen                                               | weitere Bilder | Alte Neustadt, Haydnplatz (Lage)                                               | Karl Albert Bergmeier (Entwurf)         | 1890 Hasselbachplatz, 1927 Umsetzung auf den Haydnplatz | |
| Hundertwasser-Brunnen                                            | weitere Bilder | Altstadt, am Breiten Weg (Lage)                                                | Friedensreich Hundertwasser (Entwurf)   | 2005                                                    | Siehe auch: Grüne Zitadelle von Magdeburg                                                               |
| Immermannbrunnen                                                 | weitere Bilder | Altstadt, Danzstraße (Lage)                                                    | Carl Echtermeier                        | 1899                                                    | Der Brunnen ehrt den Magdeburger Dramatiker, Lyriker und Schriftsteller Karl Immermann.                 |
| Märchenbrunnen auf dem Neustädter Platz                          | weitere Bilder | im Wohngebiet Neustädter See (Lage)                                            | Annedore und Wolfgang Policek (Entwurf) | 1982                                                    | |
| Otto-von-Guericke-Denkmal                                        | weitere Bilder | Altstadt, nordöstlich des Alten Markts auf dem Platz bei der Hauptwache (Lage) | Carl Echtermeier                        | 1907                                                    | Denkmal zu Ehren des Naturwissenschaftlers und Magdeburger Bürgermeisters Otto von Guericke (1602–1686) |